# Ringo 2012
Ringo 2012 es el decimosexto álbum de estudio del músico británico Ringo Starr, publicado por la compañía discográfica Hip-O Records en enero de 2012. El álbum, publicado en formato CD, LP y digital y autoproducido por el propio Ringo, mantiene la fórmula de trabajos anteriores con la presencia de artistas invitados como Joe Walsh, Van Dyke Parks, Dave Stewart y Edgar Winter, entre otros. 
Tras su publicación, el álbum obtuvo unos resultados comerciales más bajos con respecto a su antecesor, Y Not, alcanzando el puesto 80 en la lista estadounidense Billboard 200 y el 181 en la lista británica UK Albums Chart.

## Historia
De las nueve canciones que conforman Ringo 2012, solo seis son inéditas, haciendo de Ringo 2012 uno de los trabajos de menor duración en la carrera musical del músico. Otros dos temas,  «Wings» y «Step Lightly», son regrabaciones de canciones previamente publicadas en los discos Ringo the 4th y Ringo respectivamente, mientras que la versión del tema «Think It Over» de Buddy Holly fue publicada con anterioridad en el álbum tributo a Buddy, Listen To Me: Buddy Holly, en septiembre de 2011.
Sobre la regrabación de «Wings», Ringo comentó antes de la publicación del álbum: «Es una canción que grabé por primera vez en Ringo the 4th cuando la palabra álbum significaba vinilo. Ahora son otros tiempos, y es una de esas canciones que siempre quise revisitar. Escribí «Wings» con Vinnie Poncia en Nueva York, y él no sabe que la grabé de nuevo. Quiero sorprender a Vinnie y enviársela... Los dos últimos años he estado escuchando mucha reggae, de modo que este álbum tiene algo de reggae. Siempre me gustó el sentimiento de esta canción, y estoy orgulloso de que al final lo haya mostrado».
El título es una referencia al álbum más exitoso de su carrera musical, Ringo, publicado en 1973, aunque antes el propio Ringo valoró otros títulos para el álbum, como Motel California, Another #9 y Wings, antes de decantarse finalmente por Ringo 2012.

## Recepción
Tras su publicación, Ringo 2012 obtuvo reseñas generalmente mixtas por parte de la prensa musical, con una media ponderada de 59 sobre 100 en la web Metacritic basada en cinco reseñas. La revista musical Rolling Stone definió el álbum como un trabajo con «melodías optimistas y sin florituras empapadas de buenas vibraciones», mientras que Ramón Fernández describió para el diario El País el trabajo como «continuista», en la línea de Y Not, así como «inofensivo y poco memorable». Phil Mongredien, de The Guardian, escribió: «Es seguro decir que tras cuarenta años de su carrera en solitario, sabes qué esperar de Ringo: canciones alegres y optimistas sobre la paz ("Anthem") y sobre nostalgia melancólica ("In Liverpool") que suenan un poco a la producción posterior a The Beatles, aunque con su genio diluido a niveles homeopáticos. Alentado por colaboradores de renombre como Van Dyke Parks, Dave Stewart y Joe Walsh, su decimoséptimo álbum no se desvía violentamente del proyecto básico. Todo es suficientemente amable, aunque un poco intrascendente, con el único paso en falso en una versión torpe del tema de Buddy Holly "Think It Over" que nunca se reupera de una introducción mal concebida».
En el plano comercial, Ringo 2012 obtuvo unos resultados comerciales más bajos con respecto a su anterior trabajo de estudio, Y Not. El álbum debutó en el puesto 80 de la lista estadounidense Billboard 200, con 6348 copias vendidas durante su primera semana, y alcanzó el puesto 181 en la lista británica UK Singles Chart, vendiendo apenas 752 copias.

## Lista de canciones
| N.º | Título             | Escritor(es)                      | Duración |  |
| 1.  | «Anthem»           | Richard Starkey, Glen Ballard     | 5:01     |  |
| 2.  | «Wings»            | Richard Starkey, Vini Poncia      | 3:31     |  |
| 3.  | «Think It Over»    | Buddy Holly, Norman Perry         | 1:48     |  |
| 4.  | «Samba»            | Richard Starkey, Van Dyke Parks   | 2:48     |  |
| 5.  | «Rock Island Line» | Tradicional, arr. Richard Starkey | 2:59     |  |
| 6.  | «Step Lightly»     | Richard Starkey                   | 2:44     |  |
| 7.  | «Wonderful»        | Richard Starkey, Gary Nicholson   | 3:47     |  |
| 8.  | «In Liverpool»     | Richard Starkey, Dave Stewart     | 3:19     |  |
| 9.  | «Slow Down»        | Richard Starkey, Joe Walsh        | 2:57     |  |

| DVD (Edición exclusiva de Amazon.com) |                                                                                                |          |  |
| N.º                                   | Título                                                                                         | Duración |  |
| 1.                                    | «Introduction» (Inspiration for the Album)                                                     | 0:37     |  |
| 2.                                    | «Anthem» ("...The First Words That Came To Me...")                                             | 2:02     |  |
| 3.                                    | «Wings» ("Doing It My Way")                                                                    | 1:41     |  |
| 4.                                    | «Think It Over» (Peter Asher's Suggestion...The Steel Drum Button..."It's Like A Shuffle...")  | 1:48     |  |
| 5.                                    | «Samba» (The Crazy Record Track With Van Dyke Parks...And Hanging Out With Really Good People) | 0:58     |  |
| 6.                                    | «Rock Island Line» (Skiffle, Rock And "Where I Came In...")                                    | 1:15     |  |
| 7.                                    | «Step Lightly» ("...I Can Do This Different Now...")                                           | 0:41     |  |
| 8.                                    | «Wonderful» ("When It Gets to the Gong..." Directing The Sentiment)                            | 1:56     |  |
| 9.                                    | «In Liverpool» ("...It's As Easy As Peaches And Cream..." The Mini-Biography)                  | 2:13     |  |
| 10.                                   | «Slow Down» ("’Cause It Rhymed"... And "...We Can Rock")                                       | 1:10     |  |
| 11.                                   | «Peace Dream» (From "Y Not" / "The Dream Keeps Unfolding")                                     | 1:00     |  |
| 12.                                   | «End Credits»                                                                                  | 0:30     |  |

## Personal
| Músicos - Ringo Starr: batería, percusión, teclados, guitarra, voz y coros - Steve Dudas: guitarra y bajo - Bruce Sugar: piano, corno inglés, órgano, sintetizador y teclados - Amy Keys: coros - Kelly Moneymaker: coros - Joe Walsh: guitarra - Benmont Tench: órgano - Charlie Haden: bajo - Richard Page: coros - Van Dyke Parks: acordeón, orquestación y coros - Matt Cartsonis: mandolin - Don Was: bajo - Kenny Wayne Shepherd: guitarra - Edgar Winter: saxofón y órgano - Dave Stewart: guitarra y teclados - Michael Bradford: bajo - Ann Marie Calhoun: violín | Equipo técnico - Ringo Starr: productor musical - Bruce Sugar: grabación y mezclas - Ned Douglas: asistente de grabación - Chris Bellman: masterización - Barry Korkin: coordinación A&R - Christine Telleck: representante de producción - Vartan: dirección artística - Rob Shanahan: fotografía - Mike Fink, Philip Manning, Meire Murakami: diseño |

## Posición en listas
| País           | Lista                       | Posición |
| -------------- | --------------------------- | -------- |
| Alemania       | Media Control Albums Charts | 69       |
| Austria        | Ö3 Austria Top 40           | 75       |
| Estados Unidos | Billboard 200               | 80       |
| Estados Unidos | Top Rock Albums             | 21       |
| Reino Unido    | UK Album Chart              | 181      |